# Liste der Volksschulen in Nordrhein-Westfalen
In Nordrhein-Westfalen gibt es noch genau 2 Volksschulen, es handelt sich um eine Kombination aus Grundschule und Sekundarschule I.

## Liste der Schulen
| Schulnummer | Schulform   | Schulname                                      | Anschrift            | PLZ   | Ort       | Website | Schülerinnen und Schüler | Anm.  |
| ----------- | ----------- | ---------------------------------------------- | -------------------- | ----- | --------- | ------- | ------------------------ | ----- |
| 192338      | Volksschule | Schule für Circuskinder in NRW                 | Gerresheimer Str. 74 | 40721 | Hilden    | Website | k. A.                    | [ 1 ] |
| 150873      | Volksschule | Erzbischöfliche Grund- und Hauptschule Dönberg | Höhenstr. 56         | 42111 | Wuppertal | Website | 175                      | [ 2 ] |